# Composizioni di Charles Villiers Stanford

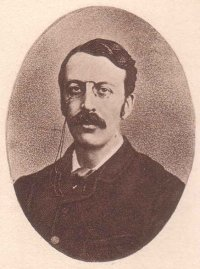
Stanford a fine Ottocento.

Lista delle composizioni di Charles Villiers Stanford (1852-1924), ordinate per genere.

## Opere
- Lorenza, Op. 55 (non pubblicata)
- The Veiled Prophet of Khorassan (1881)
- Savonarola (1884)
- The Canterbury Pilgrims (1884)
- Shamus O'Brien, Op. 61 (1896)
- Christopher Patch, the Barber of Bath, Op. 69
- Much Ado About Nothing, Op. 76a (1901)
- The Critic, or An Opera Rehearsed, Op. 144 (1916)
- The Travelling Companion, Op. 146 (pubblicata postuma nel 1925)
- The Marriage of Hero (non pubblicata)
- The Miner of Falun (Atto I; non pubblicata)

## Composizioni per orchestra

### Sinfonie
- No. 1 in Si bemolle maggiore (1876)
- No. 2 in Re minore, "Elegiac" (1882)
- No. 3 in Fa minore, "Irish", Op. 28 (1887)
- No. 4 in Fa maggiore, Op. 31 (1888) [1]
- No. 5 in Re maggiore, "L'Allegro ed il Pensieroso", Op. 56 (1894)
- No. 6 in Mi bemolle maggiore, "In Memoriam George Frederic Watts", Op. 94 (1905) [1]
- No. 7 in Re minore, Op. 124 (1911)

### Concerti
- Concerto per pianoforte (uno dei primi, no. "0") (1874)[2]
- Concerto per violino (uno dei primi, 1875) [2]
- Concerto per violoncello in Re minore (1879–1880) [2]
- Suite per violino e orchestra, Op. 32
- Concerto per pianoforte No. 1 in Sol maggiore, Op. 59
- Variazioni per concerto sopra il tema inglese "Down Among the Dead Men" per pianoforte e orchestra in Do minore, Op. 71
- Concerto per violino in Re maggiore, Op. 74
- Concerto per clarinetto in La minore, Op. 80
- Concerto per pianoforte No. 2 in Do minore, Op. 126 (1911)
- Concerto per violino No. 2 in Sol minore, Op.162 (1918)[3]
- Concerto per pianoforte No. 3 in Mi bemolle maggiore, Op. 171 (1919; incompleto, orchestrato da Geoffrey Bush)[2]
- Pezzo di concerto per organo e orchestra, Op. 181

### Rapsodie irlandesi
- Rapsodia irlandese per orchestra No. 1 in Re minore, Op. 78
- Rapsodia irlandese per orchestra No. 2 in Fa minore, Op. 84 ("The Lament for the Son of Ossian")
- Rapsodia irlandese per orchestra No. 3, Op. 137
- Rapsodia irlandese per orchestra No. 4 in La minore, Op. 141 ("Fisherman of Loch Neagh")
- Rapsodia irlandese per orchestra No. 5 in Sol minore, Op. 147
- Rapsodia irlandese No. 6 per violino e orchestra, Op. 191

### Altre composizioni per orchestra
- Marcia funebre The Martyrdom
- Oedipus Rex, musica di scena, Op. 29

## Composizioni per coro

### Anthem e mottetti
- And I saw another Angel (Op. 37, No. 1)
- Eternal Father (Op.135)
- For lo, I raise up (Op. 145)
- If thou shalt confess (Op. 37, No. 2)
- The Lord is my Shepherd (composta nel 1886)
- Three Latin Motets (Op. 38, 1905)
  - Justorum animae
  - Coelos ascendit hodie
  - Beati quorum via

### Service
- Service della mattina, della sera e della comunione:
  - Si bemolle maggiore (Op. 10)
  - La maggiore (Op. 12)
  - Fa maggiore (Op. 36)
  - Sol maggiore (Op. 81)
  - Do maggiore (Op. 115)
  - Re maggiore per l'Unison Choir (1923)
- Magnificat e Nunc dimittis:
  - Si bemolle maggiore (1873, pubblicato nel 1996)
  - Fa maggiore (Queens' Service) (1872, modificato da Ralph Woodward e pubblicato nel 1995)
  - Sulla seconda e sulla terza Gregorian Mode (1907)
  - La maggiore (Op. 12)
  - Mi bemolle maggiore (Op. 10)
  - Do maggiore (Op. 115)
  - Sol maggiore (Op. 81)

### Miscellanea
- The Blue Bird, Op. 119, colle parole di Mary Coleridge
- Six Elizabethan Pastorals Op. 49 (1892)
- Six Elizabethan Pastorals (2nd set) Op. 53 (1894)
- On Time, Canzone corale per doppio coro non accompagnato, Op. 142, col testo di John Milton
- Magnificat in Mi bemolle maggiore per doppio coro non accompagnato, Op. 164 (settembre 1918): dedicato alla memoria di Parry
- Pater Noster (1874)

### Composizioni per coro e orchestra
- The Revenge, una ballata della flotta, Op. 24 (1886), colle parole di Alfred, Lord Tennyson
- Requiem, Op. 63 (1896) [1]
- Te Deum, Op. 66 (1898, scritto per il Leeds Festival
- Songs of the Sea per solo baritono, coro (misto o maschile) e orchestra, Op. 91, colle parole di Henry Newbolt
- Songs of the Fleet per solo baritono, SATB e orchestra, Op. 117, colle parole di Henry Newbolt
- At the Abbey Gate, cantata per solo baritono, SATB e orchestra, Op. 177 (1921)

### Canzoni per sole voci e pianoforte
- Sei canzoni (Op. 19)
- Tre canzoni, col testo di Robert Bridges (Op. 43)
- Un ciclo di nove canzoni da “The Princess of Alfred”, per quartetto di sole voci (SATB) e pianoforte (Op. 68)
- An Irish Idyll in sei miniature, colle parole di Moira O'Neill (Op. 77)
- Songs of Faith Set 1 (Tennyson) (Op. 97, 1-3)
- Songs of Faith Set 2 (Walt Whitman) (Op. 97, 4-6)
- A Sheaf of Songs from Leinster: sei canzoni, colle parole di Winifred Mary Letts (Op. 140)
- Crossing the bar, colle parole di Alfred, Lord Tennyson
- La belle dame sans merci, col testo di John Keats
- A Corsican Dirge, col testo tradotto dal “Corsican” di Alma Strettell
- Prospice, col testo di Robert Browning
- The Milkmaid's song e The Lute Song, col testo di "Queen Mary" di Alfred, Lord Tennyson
- To Carnations, col testo di Robert Herrick
- Why so pale?, col testo di Sir John Suckling

## Musica da camera
- Quartetti d'archi:
  - No. 1 in Sol maggiore, Op. 44 (1891)
  - No. 2 in La minore, Op. 45 (1891)
  - No. 3 in Re minore, Op. 64 (1897)
  - No. 4 in Sol minore, Op. 99 (1907)
  - No. 5 in Si bemolle maggiore, Op. 104 (1908)
  - No. 6 in La minore, Op. 122 (1910)
  - No. 7 in Do minore, Op. 166 (1919)
  - No. 8 in Mi minore, Op. 167 (1919)
- Altre composizioni per archi: 
  - Quartetto d'archi No. 1 in Fa maggiore, per due violini, due viole e violoncello, Op. 85 (1903)
  - Quartetto d'archi No. 2 in Do minore, Op. 86 (1903)
- Trii per pianoforte: 
  - No. 1 in Mi bemolle maggiore, Op. 35 (1889)
  - No. 2 in Sol minore, Op. 73 (1899)
  - No. 3 in La "Per aspera ad astra", Op. 158 (1918)
- Composizioni per violino e pianoforte: 
  - Sonata No. 1 in Re maggiore, Op. 11 (1880)
  - Sonata No. 2 in La maggiore, Op. 70 (1898)
  - Sonata No. 3, Op. 165 (1919)
  - Legenda, WoO (1893)
  - Fantasie irlandesi, Op. 54 (1894)
  - Cinque pezzi caratteristici, Op. 93 (1905)
  - Sei sketch irlandesi, Op. 154 (1917)
  - Sei pezzi facili, Op. 155 (1917)
  - Cinque bagatelle, Op. 183 (1921)
- Altre composizioni per strumento solo e pianoforte:
  - Sonata No. 1 in La maggiore per violoncello e pianoforte, Op. 9 (1878)
  - Sonata No. 2 in Re minore per violoncello e pianoforte, Op. 39 (1893)
  - Tre Intermezzi per clarinetto e pianoforte, Op. 13 (1880)
  - Sonata per clarinetto (o viola) e pianoforte, Op. 129 (1912)
- Altri lavori per archi e pianoforte: 
  - Quartetto per pianoforte No. 1 in Fa maggiore, Op. 15 (1879)
  - Quartetto per pianoforte No. 2, Op. 133 (1912)
  - Quintetto per pianoforte in Re minore, Op. 25 (1887)
- Serenata in Fa maggiore per Nonet, Op. 95 (1906)
- Fantasia No. 1 in Sol minore per clarinetto e quartetto d'archi, WoO (1921)
- Fantasia No. 2 in Fa maggiore per clarinetto e quartetto d'archi, WoO (1922)
- Fantasia per corno e quartetto d'archi in La minore, WoO (1922)

## Musica per pianoforte
- Toccata in Do maggiore, Op. 3
- Tre rapsodie di 'Dante', Op. 92
- Sei pezzi caratteristici, Op. 132
- 24 preludi in tutte le chiavi, Set I, Op. 163
- Ballata, Op. 170
- 24 preludi in tutte le chiavi, Set II, Op. 179

## Musica per organo
- Preludi corali (8)
- Preludi corali, Op. 182
- Fantasia e Toccata, Op. 57 (1894, rivista nel 1917)
- Fantasia on Intercessor, Op. 187
- Quattro Intermezzi
- Idillio e Fantasia, Op. 121
- Intermezzo sulla Londonderry Air, Op. 189
- Preludio e fuga in Mi minore
- Quasi una Fantasia (1921)
- Sei prelude occasionali, due libri
- Sei preludi, Op. 88
- Sei brevi preludi e postludi, Op. 101
- Sei brevi preludi e postludi, Op. 105
- Sonata No. 1, Op. 149 (1917)
- Sonata No. 2, Op. 151 (1917)
- Sonata No. 3, Op. 152 (1918)
- Sonata No. 4, Op. 153 (1920)
- Sonata No. 5, Op. 159 (1921)
- Fantasia Te Deum Laudamus
- Tre preludi e fughe, Op. 93 (1923)
- Toccata e fuga in Re minore (1907)
- Fantasia e fuga in Re minore, Op. 103 (1907)